# Kampyli
Kampyli (in greco Καμπυλή?; in turco Hisarköy,  in precedenza Kambilli) è un piccolo villaggio turco-cipriota di Cipro, situato a circa 3 km (1,9 mi) a est di Myrtou.  È sotto il controllo de facto di Cipro del Nord, dove appartiene al distretto di Girne, mentre de iure appartiene al distretto di Kyrenia della Repubblica di Cipro. 
Anche se durante il periodo ottomano Kampyli era un villaggio misto, abitato anche da maroniti, dopo il 1931 è stato popolato esclusivamente da turco-ciprioti.
La sua popolazione nel 2011 era di 194 abitanti.

## Geografia fisica
Kampyli/Hisarköy si trova sulle pendici meridionali delle  montagne del Pentadaktylos, a soli tre chilometri da Myrtou/Çamlıbel.

## Origini del nome
I greco-ciprioti sostengono che il nome Kampyli significhi "curva" in greco. Nel 1959 i turco-ciprioti hanno adottato un altro nome, Hisarköy, che significa "villaggio del castello".

## Società

### Evoluzione demografica
Nel 1831 Il villaggio era misto, con quasi il 30% dei suoi abitanti maroniti. Tuttavia, questa percentuale scese all'8% entro la fine del secolo. Si ritiene che l'ultima famiglia maronita abbia lasciato il villaggio negli anni Trenta. Nello stesso periodo alcune famiglie musulmane di Larnakas tis Lapithou/Kozan Köy si trasferirono a Kampyli.
Nessuno  degli abitanti originari è stato sfollato; tuttavia, il villaggio è servito come centro di accoglienza per molti sfollati turco-ciprioti nel 1964. Dal 1964 al 1974 ha fatto amministrativamente parte dell'enclave turco-cipriota di Nicosia. Durante questo periodo Kampyli è stata un avamposto isolato dell'enclave di Nicosia (sotto il quartier generale di Boghaz). Secondo il geografo Richard Patrick, nel 1971 c'erano 96 sfollati turco-ciprioti che risiedevano in un campo eretto nel 1964. La maggior parte di coloro che risiedevano a Kampyli in quel periodo proveniva da località come Morfou/Güzelyurt, Diorios/Tepebaşı e Agia Marina Skyllouras/Gürpınar.
Attualmente il villaggio è abitato principalmente dagli abitanti originari. Tuttavia, dalla metà degli anni novanta, anche alcuni turco-ciprioti di Nicosia e alcuni turco-ciprioti rimpatriati dal Regno Unito hanno acquistato proprietà e si sono stabiliti qui.